# 吳道行 (萬曆乙未進士)
吴道行（1559年—1607年），字均济，號瀛屿，直隶常州府宜興县人，明朝政治人物。

## 生平
萬曆二十年选貢，萬曆二十二年（1594年）甲午科应天府鄉試第八名舉人，萬曆二十三年（1595年）聯捷乙未科進士，刑部觀政，本年六月授太常寺博士，二十八年四月行取，丁母憂。踰五年考選，三十一年六月擢吏科给事中，尋以嫡母张孺人憂歸。又四年，丁生母姚氏憂，服除赴選，半道而卒。

## 著作
著有《熙朝奏议》六卷。

## 家族
曾祖吴傑。祖吴峦，寿官。父吴棖，贈文林郎太常寺博士。母张氏，封太孺人；生母姚氏。慈侍下。初娶卞氏，继娶游击何良臣女。子：吴钦、吴锐、吴钩。從弟吴正志，禮部主事。